# 2+1 (EP)
2+1 – minialbum polskiego zespołu 2 plus 1, wydany w 1971 roku nakładem Polskich Nagrań.

## Ogólne informacje
Tzw. "czwórka" była debiutanckim wydawnictwem w dyskografii zespołu. Zawierała cztery utwory utrzymane w stylu folkowym, skomponowane przez Janusza Kruka i Katarzynę Gärtner. Cały materiał zawarty na płycie ukazał się później jako bonus na kompaktowej wersji albumu Nowy wspaniały świat, wydanej w 1995 roku przez Polskie Nagrania.

## Lista utworów
Strona A:
1. „Panna radosna”
2. „Śpij, baju baju”

Strona B:
1. „Już nie będę taki głupi”
2. „Nie zmogła go kula”

## Twórcy
- Elżbieta Dmoch – wokal, flet
- Janusz Kruk – wokal, gitara
- Andrzej Krzysztofik – gitara basowa, wokal